# Гамидов, Искандер Меджид оглы
Искендер Меджид оглы Гамидов (азерб. İsgəndər Məcid oğlu Həmidov; 10 апреля 1948, Баглыпая, Кельбаджарский район — 26 февраля 2020, Баку) — азербайджанский государственный и политический деятель, министр внутренних дел в правительстве Абульфаза Эльчибея (1992—1993), Председатель Национально-демократической партии, генерал-лейтенант милиции. Участник Первой карабахской войны.

## Биография

### Политическая карьера
Искандер Гамидов родился 10 апреля 1948 года в селе Баглыпея Кельбаджарского района в семье работника НКВД. С 1965 года жил в Баку. По образованию — юрист. В 1980-х годах являлся руководителем Отдела по борьбе с хищениями социалистической собственности (ОБХСС) Сабунчинского районного управления внутренних дел Баку. Член парламента Азербайджана с 1990 по 1995 годы. В 1991 году стал членом Народного фронта Азербайджана.
С мая 1992 по апрель 1993 года Искандер Гамидов являлся министром внутренних дел Азербайджана. В октябре он попытался назначить министром внутренних дел Нахичеванской автономной республики Сиявуша Мустафаева, но парламент республики отказался утвердить его в должности министра внутренних дел, на что Гамидов заявил, что если парламент Нахичевани продолжит "и дальше выступать против мнений и действий министра, то он разгонит его в течение 15 минут" и что "МВД будет расправляться со всеми, чья деятельность противоречит национальным интересам". Он также заявил тогда: "Я установлю нужный порядок в Нахичевани и, если необходимо, вышибу мозги у Алиева".

### Арест, суд и тюрьма
В марте 1995 года в стране произошли вооружённые столкновения между бойцами ОПОН и правительственными войсками. 17 марта 1995 года Искандер Гамидов был арестован (арест совпал с подавлением опоновцев в Баку), а 31 марта была запрещена деятельность партии «Боз гурд», которую министр национальной безопасности Намиг Аббасов обвинил в причастности к мартовским событиям. Бывшего министра внутренних дел обвиняли в растрате государственных средств в размере 400 000 $, а также пособничестве побегу из полицейского участка 701 преступника и злоупотреблении служебным положением. Против него возбудили дело № 20732 по ст. 165 — хулиганство, ст. 88.1 — «хищение в крупных размерах» и ст. 255 — злоупотребление служебным положением УК Азербайджанской Республики. Суд, проходивший с 7 по 15 сентября того же года, приговорил Гамидова к 14 годам лишения свободы с отбыванием наказания в колонии строгого режима с конфискацией имущества за растрату государственных средств и злоупотребление служебным положением.
Искандер Гамидов вначале содержался в СИЗО Министерства национальной безопасности, а затем в специальной колонии № 9. Решением Сураханского районного суда города Баку от 16 октября 1997 года Искандер Гамидов за «злостные нарушения режима мест заключения» был переведён на 3 года в Гобустанскую тюрьму. В октябре 2000 года его вновь перевели в колонию № 9, но 8 февраля 2001 года он снова был переведён на два года в Гобустанскую тюрьму
. Международная амнистия и Совет Европы рассматривали его как политзаключённого. Освобождён после 9-летнего заключения в соответствии с президентским указом о помиловании от 30 декабря 2003 года.

### Дальнейшая карьера
Совершил хадж в Мекку. В апреле 2008 года Искандер Гамидов ушёл с поста председателя Национал-демократической партии Азербайджана. В интервью газете АПА Гамидов в частности сказал:
Тот, кто совершает молебен, не должен лгать. Мне исполняется 60 лет. Я хочу посетить Кербелу и стать еще ближе к Аллаху. И в бытность мою министром внутренних дел я показал пример культурного ухода в отставку. Незаменимых нет, найдется и председатель партии. Я решил, что хватит мне заниматься политикой
О своей политической карьере бывший министр внутренних дел сказал:
Я пришел в политику с двумя целями. Во-первых, сыграть хоть какую-то роль в завоевании страной независимости. Мы, как нация, добились этого. Второй целью было восстановление территориальной целостности Азербайджана. За это я готов бороться сколько нужно
Брат Сардар Гамидов — бывший глава исполнительной власти Тертерского района, также был осуждён.